# Parque nacional de Pyhä-Häkki

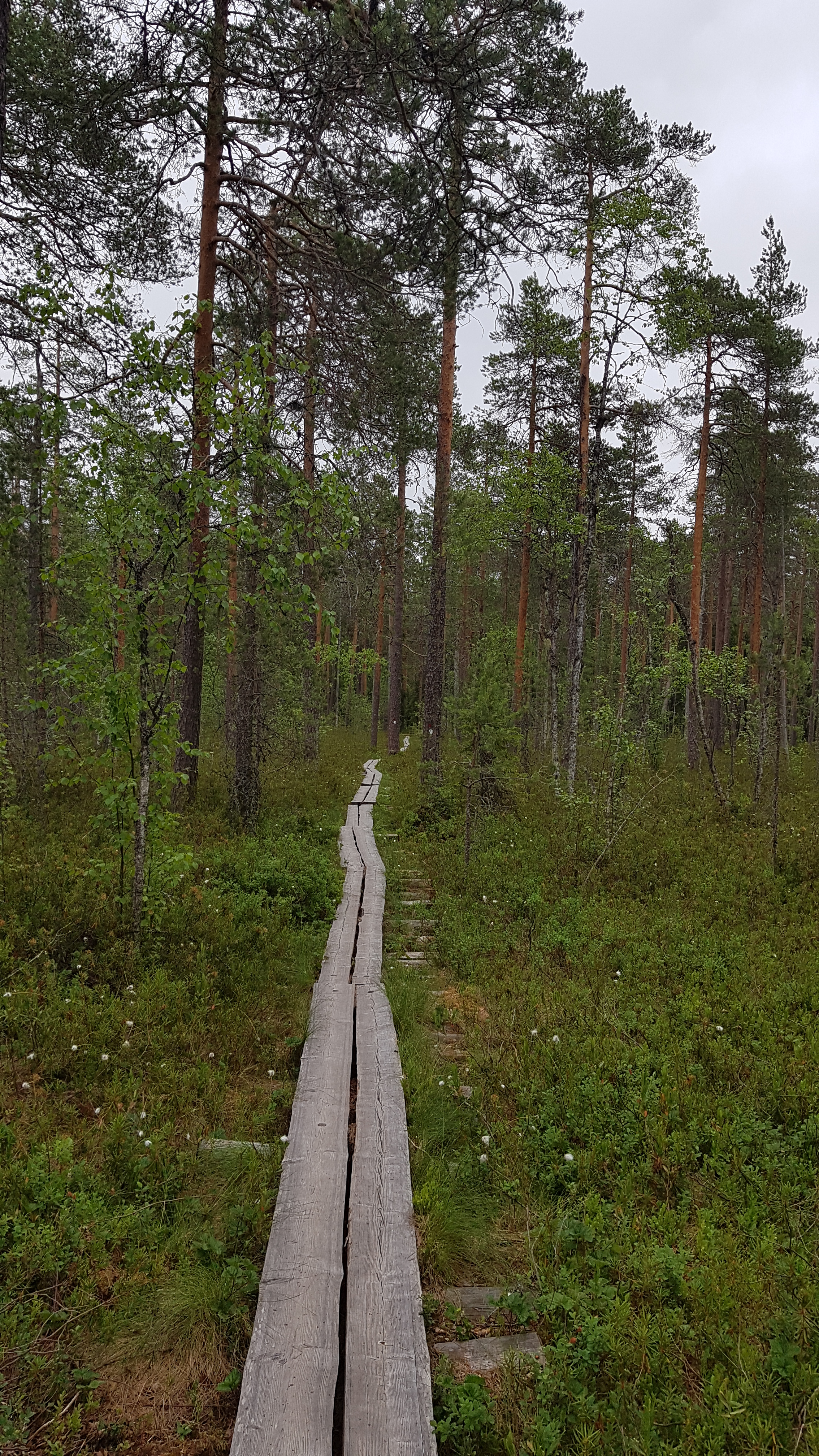
Parque nacional de Pyhä-Häkki

El Parque nacional de Pyhä-Häkki (finés: Pyhä-Häkin kansallispuisto) se encuentra en la región de Finlandia Central. Se estableció en 1956 (se amplió en 1982 cuando se le unió Kotaneva) y cubre 13 km². Su fundación ya estaba prevista a finales de la década de 1930, pero la Segunda Guerra Mundial interrumpió estos planes.

## Características
El parque nacional protege viejos bosques de pino silvestre y píceas, que comenzaron a crecer cuando Finlandia todavía estaba bajo el dominio sueco, y pantanos, que comprenden la mitad del parque nacional. El parque nacional es la mayor área restante de bosque virgen en la mitad sur de Finlandia. Además del pino y el abeto, se encuentran el abedul común, Betula pubescens, el abedul pubescente y el aliso común (este último a lo largo de algunos arroyos), que son las especies de árboles más altos que se encuentran en el parque nacional.

## Los incendios
La edad promedio de los viejos pinos vivos (Pinus sylvestris) y los árboles muertos que aun quedan en pie suele ser de más de 250 años. Los árboles más antiguos son de finales del siglo XVI. Al envejecer, los pinos generan una gruesa corteza que les protege de los incendios y sobrevive hasta 500 años. La historia de los incendios forestales en Pyhä-Häkki se conoce desde 1508. En total, 44 incendios forestales han afectado por separado y en conjunto las diferentes especies de árboles en el área del Parque nacional. La mayoría de las cicatrices de fuego que se pueden ver en los pinos fueron hechas por los incendios forestales en la década de 1700, cuando parte del bosque ardía aproximadamente cada 9 años. Durante un gran incendio en el largo y caluroso verano de 1858, la mayor parte del parque fue pasto de las llamas. También el incendio forestal de 1855 tuvo un efecto notable en el paisaje, cuando se quemó todo el bosque en una cresta de aproximadamente 1 km de largo. En la actualidad, en ese lugar crece un hermoso pinar de edad uniforme.
A fines del siglo XIX, cuando ya no se practicaba la agricultura de tala y quema y la protección contra incendios se volvió más común, los incendios forestales se volvieron raros. El último incendio forestal fue en 1921, cuando se quemaron cerca de 10 ha de bosque.

## Fauna y flora
Los árboles muertos en pie ofrecen un fantástico lugar de anidación y alimentación para muchas especies de aves. El cárabo uralense  anida a menudo en árboles resquebrajados. El emblema del parque es el pito negro, que comparte espacio con el pico picapinos y el pico tridáctilo haciendo agujeros en los árboles. El mochuelo boreal anida a menudo en los agujeros del pito negro, mientras que el mochuelo alpino prefiere los agujeros hechos por el pico tridáctilo. Todas las especies de Paridae se pueden ver y escuchar aquí durante todo el año, entre ellos el carbonero común, el herrerillo común y el herrerillo capuchino.
También son habitantes comunes de los bosques viejos el agateador norteño y el reyezuelo sencillo, que puede escucharse entre las píceas. Las aves migratorias más vocales de la zona son el papamoscas cerrojillo, el pinzón vulgar y el mosquitero verdoso.
En las turberas y pantanos abiertos anidan la grulla común, el andarríos bastardo y el archibebe claro. Los tetraónidos del bosque prosperan en las cercanías de los brezales arenosos, entre ellos el urogallo común, el gallo lira común, el grévol común y el lagópodo común.
En los bosques viejos abundan los poliporos, entre ellos Phellinus igniarius y Polyporus fomentarius.
Entre los animales, la nutria y el zorro, la ardilla roja y la marta. También hay lagartos, sapos y víboras. 